# Svart mamba
Svart mamba (Dendroaspis polylepis) är en ormart som beskrevs av Albert Günther år 1864. Den tillhör familjen giftsnokar och räknas ibland som världens snabbaste orm.

## Utseende
Den svarta mamban har fått sitt namn efter den svarta färgen på insidan av munnen och inte efter sitt skinn som skiftar mellan grått och olivfärgat. Den är den största giftormen i Afrika och den näst största giftormen i världen, efter kungskobran. Vuxna svarta mambor når en genomsnittlig längd på 2,5 meter och en maximal längd på 4,5 meter.

## Utbredning
Arten har flera från varandra skilda populationer i Afrika söder om Sahara. Den hittas från Senegal och Sierra Leone till Burkina Faso, från Kamerun till Etiopien och norra Somalia, från södra Kenya och södra Somalia till Sydafrika. Den sistnämnda populationen når från södra Tanganyikasjön västerut till centrala Angola och Namibia. Svart mamba lever i låglandet och i bergstrakter upp till 1600 meter över havet. Habitatet varierar mellan torra och fuktiga savanner med trädgrupper, klippiga regioner med buskar och träd, galleriskogar samt buskskogar nära havet.

## Ekologi

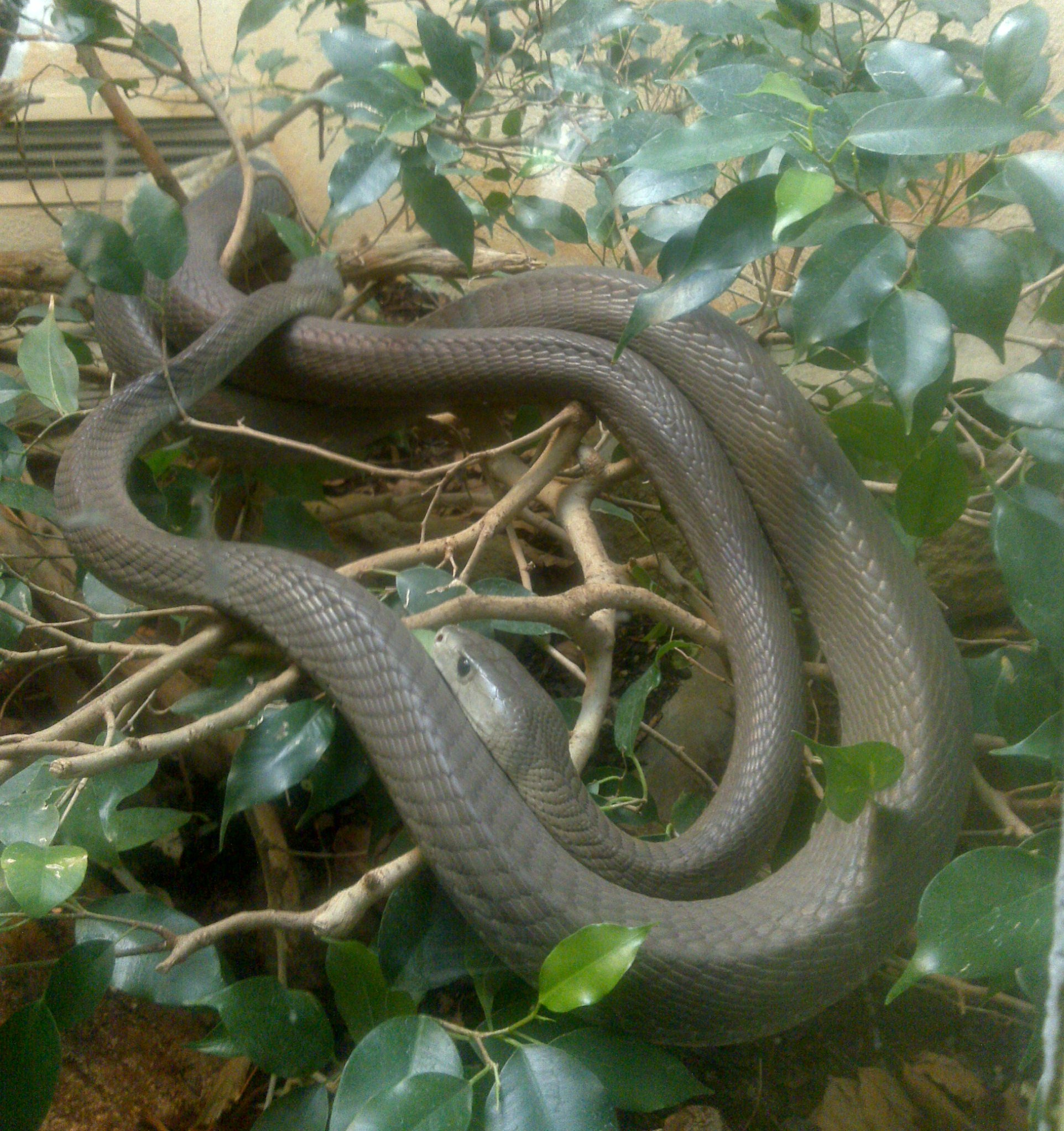
Svart mamba på London Zoo.

Denna orm vistas ofta på marken och den klättrar ibland i träd. Om ormen får vara ostörd lever den under långa perioder i sitt bo, vilket ofta är ett övergivet insektsbo eller en hålighet i ett träd. Den lever i södra Afrika, huvudsakligen på savanner, i klippor och öppna skogslandskap, ofta i buskar och små träd. Födan består i huvudsak av små fåglar och gnagare och trots sitt rykte har den stor betydelse för skadedjursbekämpningen. Svarta mambor är aktiva dygnet runt och jagar sina byten både dag och natt. Arten är mycket snabb och vissa källor uppger potentiella maxhastigheter på upp till 20 km/h. När den jagar små djur ger ormen ifrån sig ett enda bett och backar sedan tillbaka och väntar på att giftet ska förlama bytet. När den dödar fåglar klamrar den sig dock fast vid bytet för att förhindra att det flyger sin väg.
Det finns inte många naturliga fiender till ormen. De flesta rovdjur undviker dem, men bland de som kan fånga svart mamba märks främst ormörnar och i mindre utsträckning manguster och honungsgrävlingar.

### Fortplantning
Fortplantningen äger rum sent på våren eller tidigt på sommaren. Efter parningen återvänder hanen till sitt eget bo och honan lägger 10-25 ägg. Ungarna blir oberoende av föräldrarna så snart de kan fånga ett byte av en råttas storlek. Äggen kläcks efter 80 till 90 dagar.

## Beteende
Ormen är skygg och väljer om möjligt att fly faror. När den är i ett trängt läge är den dock mycket attackbenägen. Vissa ormexperter anser att svart mamba kan vara världens mest aggressiva orm, eftersom den har visat tendenser att attackera utan att ha varit provocerad. När den är i attackposition breder den ut sin hals, väser högt samt visar sin svarta mun och sina dödliga tänder. Den kan resa sig från marken med mer än en tredjedel av sin längd vilket gör att den kan nå 1,2 meter. Ormen behöver därför inte, som många andra ormar, utgå ifrån en hoprullad position för att kunna attackera. När den försvarar sig mot en fara hugger den flera gånger och med varje hugg injicerar den sitt kraftfulla neuro- och kardiotoxiska gift, ofta mot kroppen eller huvudet.

### Gift
Svart mamba brukar räknas till de dödligaste giftormarna i världen. Giftet i ett enda bett kan räcka för att döda 20-40 människor och det dödar lätt om inte motgift tas fram i tid. Den är 3 gånger så giftig som kapkobra, 5 gånger så giftig som kungskobra och 40 gånger giftigare än gabonhuggorm. Ormens gift innehåller kraftfulla, snabbverkande neurotoxiner och kardiotoxiner, bland annat kalciseptin. Dess bett ger i genomsnitt omkring 100-120 milligram gift, men den kan producera så mycket som 400 milligram. 10-15 milligram är dödligt för en vuxen människa. De inledande symtomen är lokal värk vid bettet, men inte lika svår värk som vid bett från ormar med hemotoxiner. Offret upplever därefter en pirrande känsla i extremiteterna, hängande ögonlock, tunnelseende, svettningar, ökad salivutsöndring och minskad muskelkontroll (framför allt i munnen och tungan). Om offret inte får medicinsk behandling övergår symtomen i illamående, andningssvårigheter och förlamning. Till sist, vanligen inom 20 minuter, får offret kramper, andnöd, förlorar medvetandet och dör på grund av andnings- och hjärtstillestånd som ett resultat av förlamning av de muskler som används för andningen och att även hjärtmuskeln förlamas. Utan behandling är dödligheten 100 procent.

## Hot och förhållande till människor
Hela populationen bedöms som stabil och IUCN listar arten som livskraftig (LC). Beståndet påverkas dock i viss mån av ökande mänsklig aktivitet. På flera håll i Afrika finns en djupt rotad rädsla för den svarta mamban hos lokalbefolkningen som späs på av myter, rykten och överdrifter om ormens levnadssätt och antalet människor som blir bitna.